# Suprasolidität
Die Suprasolidität ist ein quantenmechanischer Zustand der Materie, der gleichzeitig sowohl Eigenschaften fester als auch suprafluider Körper zeigt. Dieser Zustand wurde bereits 1969 sowohl von David J. Thouless als auch von Alexander Andrejew und Ilja Lifschiz vorausgesagt.
Über einen ersten experimentellen Nachweis des suprasoliden Zustands berichteten Forscher 2004 am Beispiel von ultrakaltem festem Helium-4 (4He). Allerdings erst als das Experiment 2012 wiederholt wurde, konnte der beobachtete Effekt durch die Änderung der Elastizität des festen Heliums erklärt werden. Zweifelsfrei nachgewiesen wurde die Existenz verschiedener Formen der Suprasolidität ab 2017 in Experimenten mit Bose-Einstein-Kondensaten. Die allgemeinen Voraussetzungen und notwendigen Eigenschaften für die Entstehung eines Supersolids sind Thema aktueller Forschung.

## Experiment von Chan und Kim

Schematischer Aufbau eines Torsionsoszillators zum Nachweis der Suprasolidität

Die Experimente von Eun-Seong Kim und Moses H. W. Chan an der Pennsylvania State University mit kristallinem 4He bei Temperaturen unterhalb von 200 mK mit Hilfe eines Torsionsoszillators lieferten einen ersten experimentellen Hinweis auf die Existenz der Suprasolidität. In diesem Experiment änderte sich unterhalb von etwa 200 mK die Eigenfrequenz des Torsionsoszillators, was darauf zurückgeführt wurde, dass ein Teil des kristallinen 4He superfluid geworden war. Messungen der spezifischen Wärme am Übergangspunkt zur Rotationsanomalie deuten auf einen echten Phasenübergang. Spätere Studien zeigten jedoch, dass die Änderung der Eigenfrequenz auch durch eine Zunahme der Steifigkeit des kristallinen 4He bei tiefen Temperaturen erklärt werden kann.
Nach der Erstveröffentlichung der Beobachtung der Suprasolidität wurden auch andere mögliche Ursachen in den Fachjournalen heftig und kontrovers diskutiert. Eine alternative Erklärung war eine nicht vollständig ausschließbare Verunreinigung mit 3He im ppb-Bereich, die für die Suprafluidität verantwortlich sei, während die kristalline Struktur nur in der 4He-Spezies zu finden ist. Ein gleichzeitiges Auftreten beider Phasen (suprafluid und fest) in derselben atomaren Spezies wäre dann nicht gegeben. Schließlich widerlegte die Wiederholung des Experiments 2012 durch Chan die ursprüngliche Erklärung der Beobachtung als Suprasolidität. Der Effekt wurde auf elastisches Verhalten aufgrund von Dislokationen in Heliumkristallen zurückgeführt. Diese können sich zwar nicht in den Vycor-Nanoporen bilden, es besteht aber die Möglichkeit, dass größere Hohlräume vorhanden sind, in denen die Möglichkeit besteht.

## Experimente mit Bose-Einstein-Kondensaten
2017 berichteten zwei Gruppen über die Realisierung eines Superfestkörpers in einem optischen Gitter ultrakalter Atome (Bose-Einstein-Kondensat), eines von der ETH Zürich (unter der Leitung von Tilman Esslinger), das andere vom MIT (unter Leitung von Wolfgang Ketterle). Während in diesen Experimenten die Kristallstruktur durch das optische Gitter induziert wurde, gelang es 2019 mehreren Gruppen (unter der Leitung von Francesca Ferlaino, Tilman Pfau und Giovanni Modugno) einen Superfestkörper zu erzeugen, bei dem, wie in Helium, die Wechselwirkung der Atome allein bereits zur Ausbildung suprasolider Eigenschaften führte. Hierbei spielten magnetische Atome mit langreichweitiger Dipol-Dipol Wechselwirkung eine entscheidende Rolle. Für bestimmte Stärken dieser Wechselwirkung bildete sich spontan eine Gitterstruktur auf dem superfluiden Bose-Einstein-Kondensat aus. In den Experimenten konnten sowohl die spontane Bildung der Gitterstruktur, als auch der superfluide Fluss der Atome direkt beobachtet und so die Suprasolidität zweifelsfrei nachgewiesen werden. 2021 erzeugte das Team um Ferlaino suprasolide Zustände in zwei Dimensionen eines Quantengases, ein Jahr darauf den ersten fast kreisrunden Suprafestkörper und 2023 das erste Phasendiagramm für einen Suprafestkörper bei Temperaturen über dem absoluten Nullpunkt.

## Theorie

Kristallfehler (Stufenversetzung)

Als eine mögliche Ursache für Suprasolidität in Helium werden Leerstellen in 4He-Kristallen angesehen. Es wird diskutiert, ob diese Kristallfehler essenziell auch am absoluten Nullpunkt existieren oder ob sie auf experimentell verwendeten imperfekten Kristallen beruhen. Bei ausreichend niedrigen Temperaturen sind in suprasoliden Körpern wie im Bose-Einstein-Kondensat die Atome durch Überlagerung ihrer Wellenfunktionen und somit auch die Leerstellen im Kristall delokalisiert (Quantenkristall), was zum charakteristischen reibungslosen Fluss führen könnte. Die Suprasolidität repräsentiert damit analog zum Bose-Gas und zur Suprafluidität eine Form des Bose-Einstein-Kondensats.
Eine Analogie zur Supersolidität in magnetischen Phasendiagrammen von anisotropen Antiferromagneten im Feld wurde 1956 von Takeo Matsubara und H. Matsuda aufgezeigt.
In Experimenten mit ultrakalten Atomen kamen ebenfalls Bose-Einstein-Kondensate zum Einsatz. In diesen wurden, entweder durch Spin-Bahn-Kopplung, Lichtfelder in optischen Resonatoren oder magnetische Dipol-Dipol Wechselwirkung rotonische Anregungsspektren erzeugt. Dadurch kann das Bose-Einstein Kondensat eine periodische Dichtemodulation entwickeln, die einer Gitterstruktur gleichkommt.